# Rød pølse

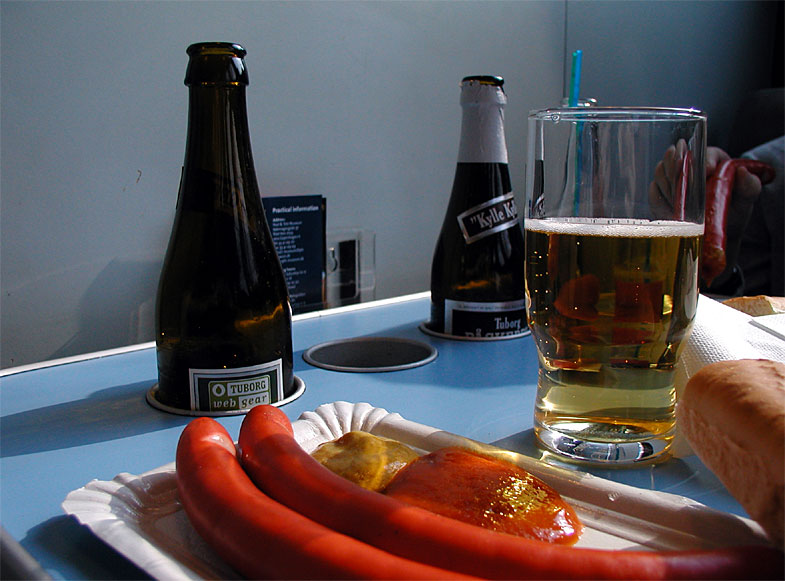
Rød pølse podane z piwem, ketchupem i musztardą

Rød pølse – popularne danie duńskiej kuchni typu fast-food i sprzedaży ulicznej z wózków grillowych.
Grillowane kiełbaski (dun. pølse, przypominające polskie parówki) z mięsa wieprzowego podawane są najczęściej z musztardą, ketchupem lub sosem remuladowym. Ich charakterystyczna cecha to czerwone zabarwienie, uzyskiwane z pomocą karminu. Genezą takiej barwy kiełbasek jest ich historia: w latach 20. XX wieku nieświeże, niesprzedane egzemplarze barwiono na czerwono celem ukrycia ich wad i sprzedawano jako bardzo tani produkt szerokim masom duńskiej biedoty. Mężczyzn sprzedających ten typ kiełbasek z wózków ulicznych nazywa się pølsemænd.